# Zhao Ruirui
Zhao Ruirui (chinês tradicional: 赵蕊蕊; Nanjing, 8 de outubro de 1981) é uma jogadora de voleibol da China, duas vezes medalhista em Jogos Olímpicos.

## Carreira
Zhao começou a treinar voleibol aos 13 anos de idade, incentivada por sua altura fora do comum. Fez sua estreia na seleção nacional chinesa quatro anos mais tarde, atuando pela primeira vez em um torneio internacional no Grand Prix de 1999, quando obteve a medalha de bronze. Em seguida, sofreu uma grave contusão no joelho que a deixou fora das Olimpíadas de Sydney.
A atleta retornou à seleção a partir de 2001 e tornou-se uma peça central no esquema tática do técnico Chen Zhonghe, que levou a China a tornar-se novamente uma equipe competitiva em nível internacional. Seguiram-se duas medalhas de prata e uma de ouro no Grand Prix, além do primeiro lugar na Copa do Mundo de 2003.
Em março de 2004, Zhao fraturou a perna e permaneceu fora do Grand Prix naquele ano, numa tentativa de recuperar-se a tempo para as Olimpíadas de Atenas. Já na primeira partida do torneio, contra os Estados Unidos, a atleta voltou a contundir-se e foi forçada a abandonar o torneio, assistindo da arquibancada à vitória das chinesas sobre a Rússia na final.

## Características
Aproveitando-se de sua excepcional altura (1,96 m, pés tamanho 47), Zhao consolidou-se na posição de central como uma das mais importantes atletas da geração liderada pelo técnico Chen, ao lado de Yang Hao e Feng Kun.
Ao contrário de outras jogadoras que atuam nesta posição, Zhao não é apenas uma boa bloqueadora, mas também uma atacante bastante competente. O único prêmio individual que recebeu em torneios internacionais foi precisamente relacionado a este fundamento.

## Principais conquistas
- Grand Prix de 1999, medalha de bronze;
- Grand Prix de 2001, medalha de prata;
- Grand Prix de 2002, medalha de prata;
- Grand Prix de 2003, medalha de ouro;
- Copa do Mundo de 2003, medalha de ouro (melhor atacante);
- Jogos Olímpicos de Atenas 2004, medalha de ouro;
- Jogos Olímpicos de Pequim 2008, medalha de bronze;